# Issues (canção de Julia Michaels)
"Issues" é uma canção da cantora estadunidense Julia Michaels, gravada para o seu terceiro extended play (EP) Nervous System. Foi composta pela própria com o auxílio de Justin Tranter, Benny Blanco, Mikkel S. Eriksen e Tor Erik Hermansen, sendo produzida pelos três últimos — com Eriksen e Hermansen sendo creditados como Stargate. O seu lançamento ocorreu em 13 de janeiro de 2017, através da Republic Records, servindo como o primeiro single do projeto.

## Faixas e formatos
| Download digital |          |         |  |
| N.º              | Título   | Duração |  |
| 1.               | "Issues" | 2:56    |  |

## Créditos
Lista-se abaixo os profissionais envolvidos na elaboração de "Issues", de acordo com o serviço Tidal:
Publicação
- Publicada pelas empresas EMI April Music Inc., Songs of Universal, Inc. e Warner-Tamerlane Publishing Corp.

Produção
| - Julia Michaels: composição, produção, vocalista principal, vocalista de apoio - Justin Tranter: composição - Benny Blanco: composição, produção, programação - Stargate: composição, produção, programação | - Dave Schwerkolt: engenharia - Chris Sclafani: engenharia - Mike "Spike" Stent: mixagem |

## Desempenho nas tabelas musicais
| Tabela musical (2017)                                  | Melhor posição |
| ------------------------------------------------------ | -------------- |
| Alemanha (Media Control Charts)                        | 29             |
| Austrália (ARIA Charts)                                | 5              |
| Áustria (Ö3 Austria Top 40)                            | 36             |
| Bélgica (Ultratop 50 de Flandres)                      | 8              |
| Bélgica (Ultratop 40 da Valônia)                       | 2              |
| Canadá (Canadian Hot 100)                              | 17             |
| Dinamarca (Tracklisten)                                | 3              |
| Escócia (The Official Charts Company)                  | 7              |
| Eslováquia (IFPI Slovenská Republika)                  | 11             |
| Espanha (Productores de Música de España)              | 47             |
| Estados Unidos (Billboard Hot 100)                     | 11             |
| Estados Unidos (Pop Songs)                             | 7              |
| Estados Unidos (Adult Pop Songs)                       | 8              |
| França (Syndicat National de l'Édition Phonographique) | 13             |
| Hungria (Magyar Hanglemezkiadók Szövetsége)            | 38             |
| Irlanda (Irish Recorded Music Association)             | 11             |
| Itália (Federazione Industria Musicale Italiana)       | 53             |
| Líbano (The Official Lebanese Top 20)                  | 20             |
| México (Mexico Inglés Airplay)                         | 22             |
| Nova Zelândia (NZ Top 40 Singles)                      | 11             |
| Noruega (VG-lista)                                     | 3              |
| Países Baixos (MegaCharts)                             | 20             |
| Polônia (Związek Producentów Audio Video)              | 50             |
| Portugal (Associação Fonográfica Portuguesa)           | 20             |
| Reino Unido (UK Singles Chart)                         | 10             |
| Chéquia (IFPI Česká Republika)                         | 10             |
| Suécia (Sverigetopplistan)                             | 11             |
| Suíça (Schweizer Hitparade)                            | 28             |
| União Europeia (Euro Digital Songs)                    | 9              |
| Venezuela (Record Report)                              | 14             |

| País (Empresa)             | Certificação |
| -------------------------- | ------------ |
| Alemanha (BVMI)            | Ouro         |
| Austrália (ARIA)           | 2× Platina   |
| Bélgica (BEA)              | Platina      |
| Canadá (Music Canada)      | 2× Platina   |
| Dinamarca (IFPI Dinamarca) | Platina      |
| Espanha (PROMUSICAE)       | Platina      |
| Estados Unidos (RIAA)      | 2× Platina   |
| França (SNEP)              | Ouro         |
| Itália (FIMI)              | Platina      |
| Noruega (IFPI Noruega)     | Ouro         |
| Nova Zelândia (RMNZ)       | Platina      |
| Reino Unido (BPI)          | Ouro         |
| Suécia (GLF)               | 3× Platina   |

## Histórico de lançamento
| País           | Data                   | Formato           | Gravadora |
| -------------- | ---------------------- | ----------------- | --------- |
| Estados Unidos | 6 de fevereiro de 2017 | Rádios Hot AC     | Republic  |
| Estados Unidos | 7 de fevereiro de 2017 | Rádios mainstream | Republic  |
| Reino Unido    | 10 de março de 2017    | Rádios mainstream | Republic  |
| Itália         | 24 de março de 2017    | Rádios mainstream | Universal |